# Velký Dvůr

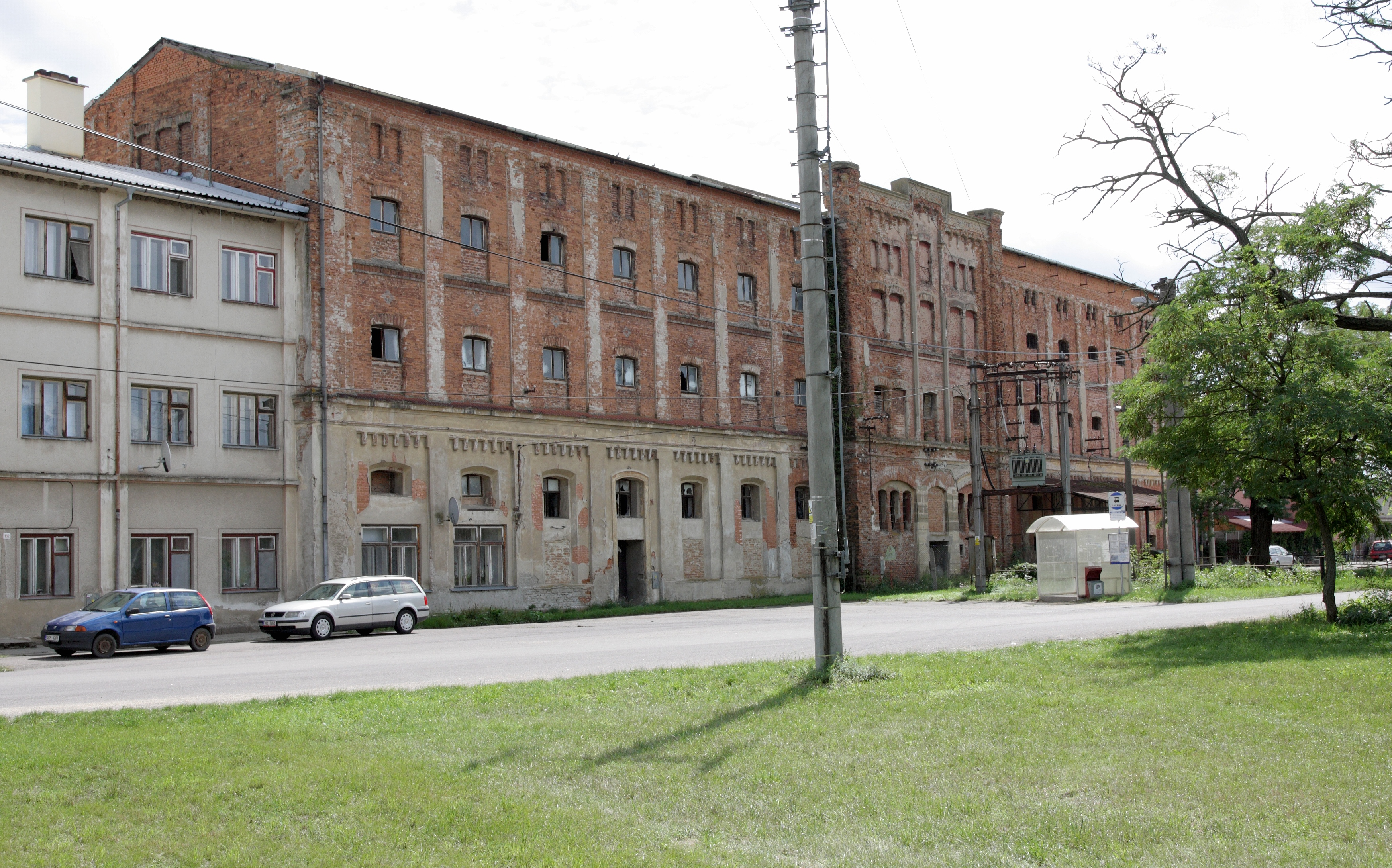
Hospodářská budova z 19. století

Velký Dvůr (německy Grosshof) je osada, základní sídelní jednotka v evidenční části Pohořelice města Pohořelice v okrese Brno-venkov. K názvu Velký Dvůr a zároveň k základní sídelní jednotce je přiřazeno 61 čísel popisných. Jádrem osady je velký hospodářský dvůr čp. 131 ve tvaru čtverce o stranách dlouhých necelých 100 metrů, stojící při jezu na Hornoleském náhonu. Kolem něj se nachází několik ulic a obytných domů i hospodářských objektů. V jihovýchodní části osady stojí lovecký zámeček Leopoldsruhe z roku 1743, chráněný jako kulturní památka. Od roku 2001 je využíván pro sociálně-charitativní účely.
K Velkému Dvoru je adresou řazen též památkově chráněný Hornoleský neboli Hildegardin dvůr (Hildegardhof), čp. 223, nacházející se asi 2 kilometry jihovýchodně, s blízkým domem čp. 1605, nedaleko jižně od Velkého Dvora Mariánský Dvůr (Marienhof) čp. 219 se skupinou tří dvojdomů a autobusovou zastávkou a ještě jižněji dvůr Vilémov, rovněž se skupinou domů (celkem 7 čísel popisných) a zastávkou. Jižně a západně od osady je soustava velkých rybníků napájených z řeky Jihlavy. Západně od osady se nachází komplex rybníků, tvořený Starým rybníkem, rybníky Horní u dubu a Dolní u dubu a soustavou sádek. Za vsí se Hornoleský náhon vlévá do Mlýnského náhonu.

## Historie
Vilém z Pernštejna po sloučení židlochovického a pohořelického statku koupil mezi léty 1517 až 1521 jižně od Pohořelic samoty „Narwitz“, „Niemtschitz“, „Borovska“, „Presersko“, „Klösterle“, které tvořily základ pozdějšího Velkého Dvora. Po Pernštejnech se držiteli panství stali páni ze Zástřizl, po nich Žerotínové, dále Valdštejnové a Paarové, roku 1715 Filip Ludvík, hrabě Sinzendorf, který po své smrti 1742 zanechal statek zadlužený. Ten jeho dědicové nakonec roku 1743 prodali Leopoldu hraběti z Dietrichštejna (1703-1773) za 1 100 000 rýnských zlatých. Ve Velkém Dvoře, bohatém na divokou přírodu a vodní zdroje, nechal vystavět malý, lovecký zámek „Leopoldsruhe”.
Poslednímu majiteli velkostatku Židlochovice-Pohořelice Bedřichu Rakousko-Těšínskému byl majetek po první světové válce podle mírové smlouvy v St. Germain-en-Laye zestátněn a přešel v roce 1924 do státní správní organizace Československých státních lesů a statků. Z Velkého dvora bylo za 1. pozemkové reformy rozparcelováno 26 ha, pachtovním a kolonizačním družstvům v Brně přiděleno 45 ha a v Jihlavě 46 ha. Lovecký zámeček Leopoldsruhe jako součást státního statku byl využíván k bydlení českých zaměstnanců na zestátněném Velkém Dvoře.
Za druhé světové války byla na Velký dvůr dosazena vnucená správa a v roce 1945 připadl opět pod Československé státní lesy a statky a v roce 1949 pod Československé státní statky, kdy zde bylo otevřeno také Ústřední učiliště Čs. státních statků pro dělnické kádry. K 1. lednu 1953 byl zřízen Výzkumný ústav travopolní soustavy v Pohořelicích, který vznikl na základě vládního usnesení о zemědělské vědě a výzkumu z roku 1952 zrušením bývalého Výzkumného ústavu pro šlechtění a hospodaření vodou v zemědělství v Pohořelicích. К ústavu patřilo účelové hospodářství Velký Dvůr a Nová Ves.
Výzkumný ústav krmivářský v Brně (1952-1959) byl zřízen na návrh předsednictva ÚV KSČ ze dne 4. a 5. února 1952 a na základě vládního usnesení o zvelebování živočišné výroby ze dne 11. března 1952. Svou činnost zahájil 1. března 1953 jako samostatná organizační vědeckovýzkumná jednotka Československé akademie zemědělských věd v Brně. Z rozhodnutí předsednictva Československé akademie zemědělských věd ze dne 3. února 1959 bylo sídlo ústavu přeneseno do Pohořelic a ústav byl sloučen s Výzkumným ústavem travopolní soustavy v Pohořelicích do Výzkumného ústavu krmivářského v Pohořelicích (1959-1969).
Pokusná hospodářství Výzkumného ústavu krmivářského v Pohořelicích tvořila nedílný celek, složený z objektů: 1. účelové hospodářství Velký Dvůr s Mariánským Dvorem (tehdy Mariánov) a Nová Ves s Hornoleským Dvorem (tehdy Horní Les) – v kukuřičné výrobní oblasti, 2. Od roku 1954 účelové hospodářství Troubsko, včetně farem Kývalky a Omic – v řepařské výrobní oblasti. Celková výměra těchto objektů činila 1 692 ha zemědělské půdy, z toho 1 597 ha orné půdy. V roce 1969 byly vyčleněny účelové objekty Velký Dvůr a Nová Ves o výměře 1200 ha ke Státnímu statku Pohořelice a Výzkumný ústav převzal náhradou hospodářství bývalého JZD Pohořelice o výměře 448 ha orné půdy, ze kterého vybudoval nový účelový objekt na Vídeňské ulici „Výzkumný ústav výživy zvířat v Pohořelicích” (1969-1996).

Z Velkého Dvora pocházel Karl Beurle, advokát v Linci a poslanec Hornorakouského sněmu a Říšské rady. V 19. století zde byla sušárna židlochovického cukrovaru.

## Doprava

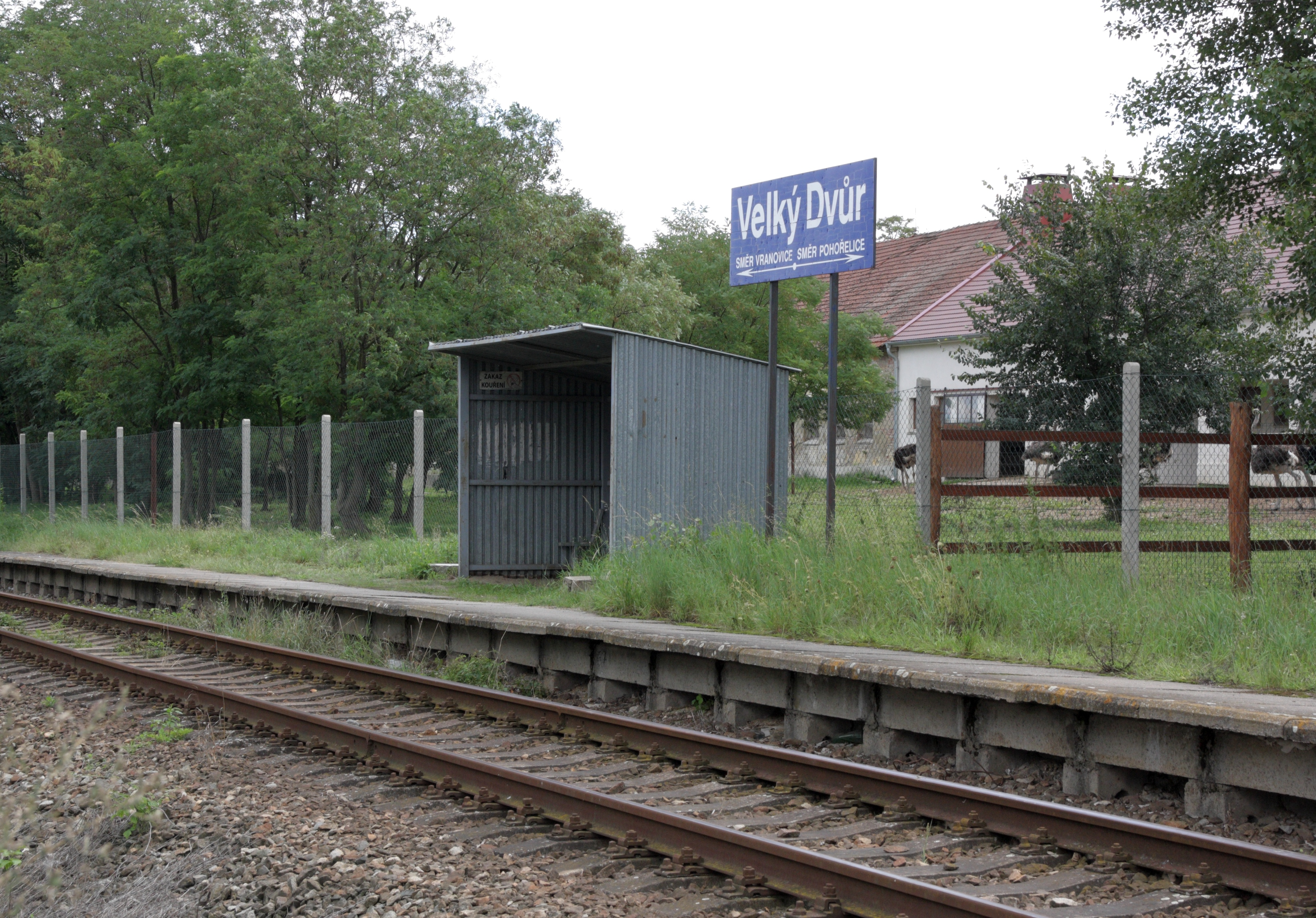
Železniční zastávka

Od roku 1895 vede kolem Velkého Dvora železniční trať, která zde má zastávku Velký Dvůr. Do prosince 2008, kdy byla na trati ukončena pravidelná veřejná osobní doprava, nesla označení 253. V roce 2012 byla překategorizovaná z regionální dráhy na vlečku.
Severním okrajem Velkého Dvora vede východozápadním směrem souběžně s železniční tratí silnice II/381, západně od Velkého Dvora vede severojižním směrem silnice I/52, na kterou se zde mimoúrovňově napojuje silnice I/53 a o něco jižněji do ní úrovňově zaúsťují silnice 381 a 395 a sama zde přechází z rychlostního úseku do běžného.
V osadě se na silnici 381 nachází autobusová zastávka Pohořelice, Velký Dvůr, o něco východněji zastávka Pohořelice, Velký Dvůr, sádky a naopak západně zastávka Pohořelice, Velký Dvůr, rozc., směrem k Nové Vsi pak zastávky Pohořelice, Mariánský dvůr a Pohořelice, Vilémov. Zastávky jsou obsluhovány řadou linek několika různých dopravců – ČSAD Hodonín, TREDOS, BORS Břeclav, na rozcestí též ČSAD Tišnov a Znojemská dopravní společnost - PSOTA.